# Leichtathletik-Weltmeisterschaften 1995/Teilnehmer (Sambia)
| Goldmedaillen | Silbermedaillen | Bronzemedaillen |
| ------------- | --------------- | --------------- |
| ––            | 1               | ––              |

Sambia stellte mindestens eine Teilnehmerin und drei Teilnehmer bei den Leichtathletik-Weltmeisterschaften 1995 in der schwedischen Stadt Göteborg.

## Medaillen
Mit einer gewonnenen Silbermedaille belegte das sambische Team Platz 29 im Medaillenspiegel.
 Silber
- Samuel Matete: 400 m Hürden

## Ergebnisse

### Männer

#### Laufdisziplinen
| Athlet/en         | Disziplin        | Vorlauf          | Vorlauf          | Viertelfinale | Viertelfinale | Halbfinale         | Halbfinale         | Finale             | Finale             |
| Athlet/en         | Disziplin        | Zeit             | Platz            | Zeit          | Platz         | Zeit               | Platz              | Zeit               | Platz              |
| ----------------- | ---------------- | ---------------- | ---------------- | ------------- | ------------- | ------------------ | ------------------ | ------------------ | ------------------ |
| Charles Mulinga   | 5000 m           | nicht angetreten | nicht angetreten | –––           | –––           | –––                | –––                | –––                | –––                |
| Charles Mulinga   | 10.000 m         | 30:06,49 min     | 35               |               |               |                    |                    | nicht qualifiziert | nicht qualifiziert |
| Samuel Matete     | 400 m Hürden     | 48,45 s          | 2                |               |               | 48,50 s            | 3                  | 48,03 s            | Silber             |
| Godfrey Siamusiye | 3000 m Hindernis | 8:37,41 min      | 32               |               |               | nicht qualifiziert | nicht qualifiziert | –––                | –––                |

### Frauen

#### Laufdisziplinen
| Athletin           | Disziplin | Vorlauf | Vorlauf | Viertelfinale | Viertelfinale | Halbfinale         | Halbfinale         | Finale | Finale |
| Athletin           | Disziplin | Zeit    | Platz   | Zeit          | Platz         | Zeit               | Platz              | Zeit   | Platz  |
| ------------------ | --------- | ------- | ------- | ------------- | ------------- | ------------------ | ------------------ | ------ | ------ |
| Ngozi Mwanamwambwa | 400 m     | 53,92 s | 39      |               |               | nicht qualifiziert | nicht qualifiziert | –––    | –––    |